# 2005年日本グランプリ (4輪)
2005年日本グランプリ（2005 Japanese Grand Prix）は、2005年F1世界選手権第18戦として、2005年10月9日に鈴鹿サーキットで決勝レースが開催された。

## 概要
前戦ブラジルGPにて、ルノーのフェルナンド・アロンソがドライバーズチャンピオンを獲得。コンストラクターズタイトルはマクラーレンがルノーを2ポイントリードした接戦のまま、残り2戦を迎えた。
日本GP前の会見にて、ホンダがBARの全株式買収（フルワークス化）を発表。さらに、来期より参戦する新チームに対してエンジン供給を行う用意があると発表した。この新チームはのちにスーパーアグリと判明するが、テレビ解説者として鈴鹿入りした鈴木亜久里は、この時点では噂を否定していた。
テレビ放送は、フジテレビ系列が中継する日本GPとしては初の生放送となった。フジテレビ系列が日本国内で開催したF1グランプリを生中継するのは、1994年にTIサーキット英田で行われたパシフィックGP以来、11年ぶりのことであった。

## 予選
土曜日午前のフリー走行はウェットコンディションで行われ、フェラーリのミハエル・シューマッハがS字コーナーで足をすくわれてクラッシュした。午後の予選開始時には雨は上がっていたが、まだ路面は濡れているため、各マシンは浅溝のインターミディエイトタイヤを装着して出走した。
しかし、セッション途中から再び激しい雨が降り始め、終盤に出走したドライバー（前戦の上位入賞者）はスロー走行しかできなかった。その結果、13番目にアタックしたトヨタのラルフ・シューマッハが、ポールポジションを獲得。14番目にアタックしたBARのジェンソン・バトンが2位となった。思わぬ天候の演出により、トヨタとホンダ（エンジン）が日本GPのフロントローを分け合う形になった。
ラルフ・シューマッハの前にアタックしたレッドブルのクリスチャン・クリエンが自己ベストの4位を獲得し、BARの佐藤琢磨が5位につけた。
コンストラクターズタイトルを争うマクラーレンとルノーは直に雨の影響を受け、ジャンカルロ・フィジケラが3位につけた以外は、フェルナンド・アロンソ、キミ・ライコネン、ファン・パブロ・モントーヤの3人が16 - 18位と下位グリッドに沈んだ。

### 結果
| 順位 | No | ドライバー                 | チーム                  | ラップタイム | 差          |
| ---- | -- | -------------------------- | ----------------------- | ------------ | ----------- |
| 1    | 17 | ラルフ・シューマッハ       | トヨタ                  | 1'46.106     | 197.021km/h |
| 2    | 3  | ジェンソン・バトン         | B・A・R-ホンダ          | 1'46.141     | + 0.035     |
| 3    | 6  | ジャンカルロ・フィジケラ   | ルノー                  | 1'46.276     | + 0.170     |
| 4    | 15 | クリスチャン・クリエン     | レッドブル-コスワース   | 1'46.464     | + 0.358     |
| 5    | 4  | 佐藤琢磨                   | B・A・R-ホンダ          | 1'46.841     | + 0.735     |
| 6    | 14 | デビッド・クルサード       | レッドブル-コスワース   | 1'46.892     | + 0.786     |
| 7    | 7  | マーク・ウェバー           | ウィリアムズ-BMW        | 1'47.233     | + 1.127     |
| 8    | 11 | ジャック・ヴィルヌーヴ     | ザウバー-ペトロナス     | 1'47.440     | + 1.334     |
| 9    | 2  | ルーベンス・バリチェロ     | フェラーリ              | 1'48.248     | + 2.142     |
| 10   | 12 | フェリペ・マッサ           | ザウバー-ペトロナス     | 1'48.278     | + 2.172     |
| 11   | 19 | ナレイン・カーティケヤン   | ジョーダン-トヨタ       | 1'48.718     | + 2.612     |
| 12   | 8  | アントニオ・ピッツォニア   | ウィリアムズ-BMW        | 1'48.898     | + 2.792     |
| 13   | 21 | クリスチャン・アルバース   | ミナルディ-コスワース   | 1'50.843     | + 4.737     |
| 14   | 1  | ミハエル・シューマッハ     | フェラーリ              | 1'52.676     | + 6.570     |
| 15   | 20 | ロバート・ドーンボス       | ミナルディ-コスワース   | 1'52.894     | + 6.788     |
| 16   | 5  | フェルナンド・アロンソ     | ルノー                  | 1'54.667     | + 8.561     |
| 17   | 9  | キミ・ライコネン           | マクラーレン-メルセデス | 2'02.309     | + 16.203    |
| 18   | 10 | ファン・パブロ・モントーヤ | マクラーレン-メルセデス | No Time      | -           |
| 19   | 16 | ヤルノ・トゥルーリ         | トヨタ                  | No Time      | -           |
| 20   | 18 | ティアゴ・モンテイロ       | ジョーダン-トヨタ       | No Time      | -           |

## 決勝

### 新旧王者の接戦
決勝当日の日曜日は好天に恵まれた。ラルフ・シューマッハがポールポジションから好スタートを切り、フィジケラがバトンをかわして2位に浮上した。後方スタートのミハエル・シューマッハは7位、アロンソは8位、ライコネンは12位にジャンプアップした。佐藤とバリチェロはスタート直後に1コーナで接触し、大きく順位を落とした。モントーヤはオープニングラップの最終コーナーでクラッシュし、5周に渡りセーフティカーが導入された。
レース再開後、9周目のシケインでアロンソがクリエンをパスするが、勢い余ってシケインをショートカットした。レースコントロールはルノーに対してペナルティの可能性を通達し、アロンソは一旦クリエンを先行させてから再び抜かねばならなかった。
トップのラルフは12周目に最初のピットイン。燃料搭載量を減らす3ストップ作戦を予定していたが、セーフティカー走行で作戦が狂い、順位を落としてしまう。以後、レース終盤までフィジケラがトップをキープし、後方でバトンとウィリアムズのマーク・ウェバーが接戦を展開した。
5位争いはミハエル、アロンソ、ライコネンの3台が接近戦を演じる。19周目、アロンソはバックストレートでミハエルのスリップストリームにつき、超高速コーナー130Rへの飛び込みでアウト側からかわす大技を決めた。ライコネンも最初のピットイン後、30周目の1コーナーでアウト側からミハエルを抜いた。アロンソはピットイン後ポジションを落としたが、再びミハエルの背後に迫り、33周目にライコネンと同じく1コーナーアウト側からこの日2度目のオーバーテイクを成功させた。上位6台はフィジケラ-バトン-ウェバー-ライコネン-アロンソ-シューマッハの順となる。

### 最終ラップの逆転劇
フィジケラは2位以下を20秒近く離して、38周目に2回目のピットイン。40周目にはバトンとウェバーが同時ピットインしたが、ウェバーの給油作業の方が早く終わり、ふたりの順位が逆転した。ライコネンはピットインを最後まで遅らせ、ファステストラップを記録しながらコース上でマージンを稼いだ。45周目にピットインすると、ウェバーとバトンをかわして2番手でコースに復帰。トップのフィジケラとは5.4秒の差があったが、フィジケラはタイヤの磨耗でペースが上がらず、両者の差は急速に縮まっていった。
49周目、アロンソがホームストレートでウェバーに並びかけ、イン側の芝生にタイヤを落としながらも怯まず3位に浮上した。
ライコネンはフィジケラよりも2秒速いラップタイムを出し、残り3周で背後に追いついた。52周目、フィジケラは130Rで周回遅れに捉まり、2台はテール・トゥ・ノーズの状態で最終ラップに突入した。ホームストレートでライコネンはアウト側にラインを変え、フィジケラの抵抗にも構わず1コーナーアウト側から抜き去り、ついにトップに浮上。ライコネンはフィジケラを引き離し、劇的な展開で今季7勝目を達成。チェッカーを受けた直後に両手を挙げ、喜びを表現した。
ライコネンとアロンソは予選のハンディを挽回し、F1では抜きにくいサーキットといわれる鈴鹿で果敢なオーバーテイクショーを披露した。レース後のインタビューで、ライコネンは「自身のベストレース」と語り、アロンソは3位という結果に不満だったものの、ミハエルとの130Rでのバトルを「最高の瞬間だった」と語った。
デビュー以来、日本GPにおいて3年連続入賞していた佐藤は、スタート直後の1コーナでコースアウトを喫し、9周目にはシケインでトヨタのヤルノ・トゥルーリに接触した。その後走行を続け1周遅れの13位でフィニッシュしたものの、トゥルーリとの接触がレース後に危険行為と判断され失格となった。トヨタ代表の富田務とリタイアしたトゥルーリは、佐藤の強引な仕掛けを強く非難した。
コンストラクターズタイトル争いではルノーが逆転し、2点リードして最終戦中国GPを迎える。

### 結果
| 順位 | No | ドライバー                 | チーム                  | 周回数 | タイム/リタイヤ | グリッド | ポイント |
| ---- | -- | -------------------------- | ----------------------- | ------ | --------------- | -------- | -------- |
| 1    | 9  | キミ・ライコネン           | マクラーレン-メルセデス | 53     | 1:29'02.212     | 17       | 10       |
| 2    | 6  | ジャンカルロ・フィジケラ   | ルノー                  | 53     | + 1.633         | 3        | 8        |
| 3    | 5  | フェルナンド・アロンソ     | ルノー                  | 53     | + 17.456        | 16       | 6        |
| 4    | 7  | マーク・ウェバー           | ウィリアムズ-BMW        | 53     | + 22.274        | 7        | 5        |
| 5    | 3  | ジェンソン・バトン         | B・A・R-ホンダ          | 53     | + 29.507        | 2        | 4        |
| 6    | 14 | デビッド・クルサード       | レッドブル-コスワース   | 53     | + 31.601        | 6        | 3        |
| 7    | 1  | ミハエル・シューマッハ     | フェラーリ              | 53     | + 33.879        | 14       | 2        |
| 8    | 17 | ラルフ・シューマッハ       | トヨタ                  | 53     | + 49.548        | 1        | 1        |
| 9    | 15 | クリスチャン・クリエン     | レッドブル-コスワース   | 53     | + 51.925        | 4        |          |
| 10   | 12 | フェリペ・マッサ           | ザウバー-ペトロナス     | 53     | + 57.509        | 10       |          |
| 11   | 2  | ルーベンス・バリチェロ     | フェラーリ              | 53     | + 1'00.633      | 9        |          |
| 12   | 11 | ジャック・ヴィルヌーヴ     | ザウバー-ペトロナス     | 53     | + 1'23.221      | 8        |          |
| 13   | 18 | ティアゴ・モンテイロ       | ジョーダン-トヨタ       | 52     | +1 Lap          | 20       |          |
| 14   | 20 | ロバート・ドーンボス       | ミナルディ-コスワース   | 51     | +2 Laps         | 15       |          |
| 15   | 19 | ナレイン・カーティケヤン   | ジョーダン-トヨタ       | 51     | +2 Laps         | 11       |          |
| 16   | 21 | クリスチャン・アルバース   | ミナルディ-コスワース   | 49     | +4 Laps         | 13       |          |
| Ret  | 8  | アントニオ・ピッツォニア   | ウィリアムズ-BMW        | 9      | スピン          | 12       |          |
| Ret  | 16 | ヤルノ・トゥルーリ         | トヨタ                  | 9      | アクシデント    | 19       |          |
| Ret  | 10 | ファン・パブロ・モントーヤ | マクラーレン-メルセデス | 0      | アクシデント    | 18       |          |
| DSQ  | 4  | 佐藤琢磨                   | B・A・R-ホンダ          | 52     | 失格            | 5        |          |

*Ret:リタイア、DSQ:失格

## 記録
- ポールポジション: ラルフ・シューマッハ - 1'46.106
- ファステストラップ: キミ・ライコネン - 1'31.540
- ラップリーダー:
  - ラルフ・シューマッハ (1-12周目)
  - ジャンカルロ・フィジケラ (13-20周目, 27-38周目, 46-52周目)
  - ジェンソン・バトン (21-22周目, 39-40周目)
  - デビッド・クルサード (23周目)
  - ミハエル・シューマッハ (24-26周目)
  - キミ・ライコネン (41-45周目, 53周目)